# Landkreis Böhmisch Leipa

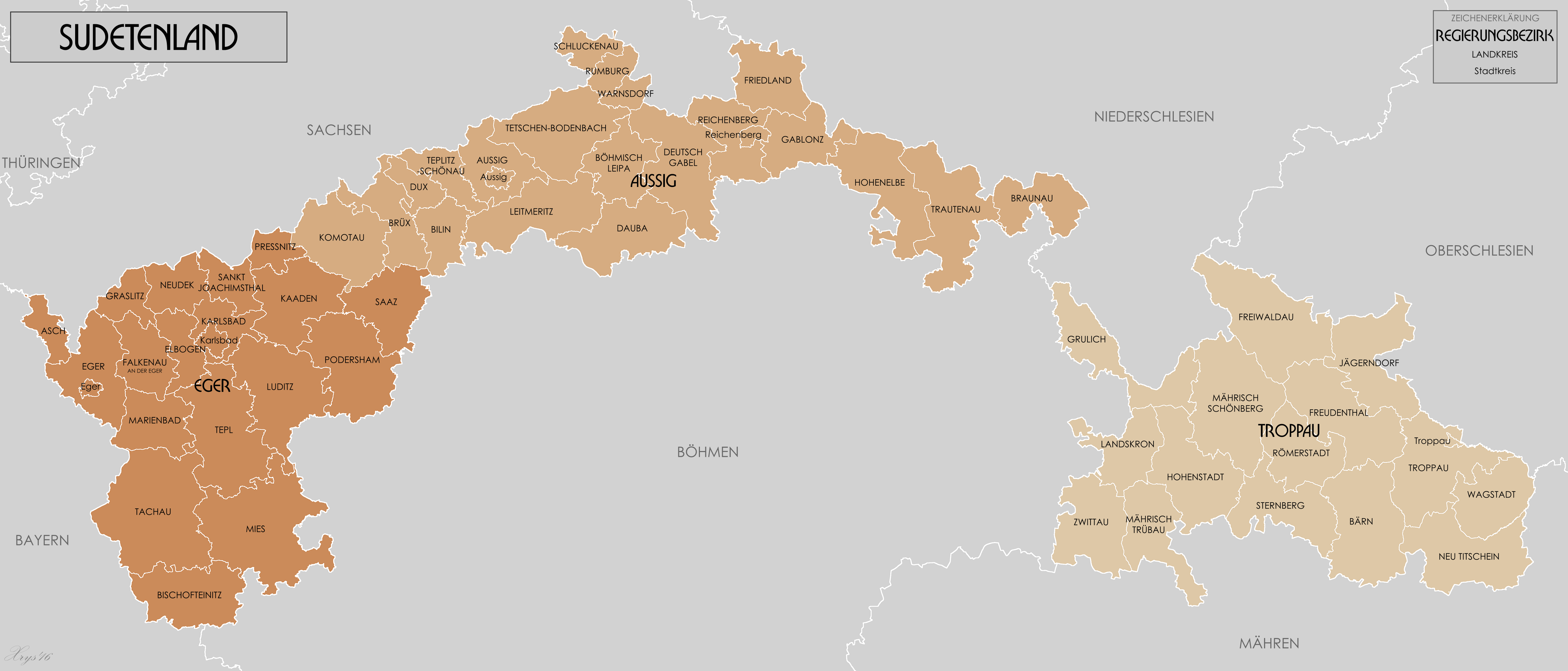
Verwaltungskarte des Reichsgaus Sudetenland

Der deutsche Landkreis Böhmisch Leipa bestand in der Zeit der nationalsozialistischen Besatzung zwischen 1938 und 1945. Er umfasste am 1. Januar 1945:
- 3 Städte: Böhmisch Leipa, Haida und Sandau
- 50 weitere Gemeinden.

Das Gebiet des Landkreises Böhmisch Leipa hatte am 1. Dezember 1930 54.128 Einwohner, am 17. Mai 1939 waren es 48.356 und am 22. Mai 1947 36.827 Bewohner. Heute leben in dem tschechischen Bezirk über 100.000 Menschen (siehe auch Okres Česká Lípa).

## Verwaltungsgeschichte

### Tschechoslowakei / Deutsche Besatzung
Vor dem Münchner Abkommen vom 29. September 1938 gehörte der politische Bezirk Česká Lípa zur Tschechoslowakei.
In der Zeit vom 1. bis 10. Oktober 1938 besetzten deutsche Truppen das Sudetenland. Der politische Bezirk Česká Lípa trug fortan die frühere deutsch-österreichische Bezeichnungen Böhmisch Leipa. Der politische Bezirk Böhmisch Leipa umfasste die Gerichtsbezirke Böhmisch Leipa und Haida. Seit dem 20. November 1938 führte der politische Bezirk Böhmisch Leipa die Bezeichnung „Landkreis“. Er unterstand bis zu diesem Tage dem Oberbefehlshaber des Heeres, Generaloberst Walther von Brauchitsch, als Militärverwaltungschef.

### Deutsches Reich
Am 21. November wurde das Gebiet des Landkreises Böhmisch Leipa förmlich in das Deutsche Reich eingegliedert und kam zum Verwaltungsbezirk der Sudetendeutschen Gebiete unter dem Reichskommissar Konrad Henlein.
Sitz der Kreisverwaltung wurde die Stadt Böhmisch Leipa.
Ab dem 15. April 1939 galt das Gesetz über den Aufbau der Verwaltung im Reichsgau Sudetenland (Sudetengaugesetz). Danach kam der Landkreis Böhmisch Leipa zum Reichsgau Sudetenland und wurde dem neuen Regierungsbezirk Aussig zugeteilt.
Zum 1. Mai 1939 wurde eine Neugliederung der teilweise zerschnittenen Kreise im Sudetenland verfügt. Danach blieb der Landkreis Böhmisch Leipa in seinen bisherigen Grenzen erhalten. Er erhielt ferner vom Landkreis Dauba den Gerichtsbezirk Dauba. Zusätzlich wurden die folgenden Gemeinden eingegliedert:
- Bösig, Neudorf, Nossadel, Weißwasser (Ortschaften Leimgruben und Wasatschka), Wiska und Zolldorf (Ortschaft Waldsteinruhe 2. Ant.) aus dem Landkreis Deutsch Gabel in den Landkreis Böhmisch Leipa.
- Bad Kunnersdorf, Drausendorf, Johannesthal, Kessel, Nahlau, Oschitz, Sabert, Sobaken und Zetten aus dem Landkreis Böhmisch Leipa in den Landkreis Reichenberg,

Zum 1. August 1939 wurde der aufgelöste Landkreis Dauba wieder errichtet. Er erhielt vom Landkreis Böhmisch Leipa den Gerichtsbezirk Dauba und die Gemeinden Bösig, Neudorf, Nossadel, Weißwasser (Ortschaften Leimgruben und Wasatschka), Wiska und Zolldorf (Ortschaft Waldsteinruhe 2. Ant.).
Bei diesem Zustand blieb es bis zum Ende des Zweiten Weltkriegs.
Seit 1945 gehörte das Gebiet wieder zur Tschechoslowakei. Heute ist es ein Teil der Tschechischen Republik.

## Landrat
1938–1945: Rudolf Thume

## Kommunalverfassung
Bereits am Tag vor der förmlichen Eingliederung in das Deutsche Reich, nämlich am 20. November 1938, wurden alle Gemeinden der Deutschen Gemeindeordnung vom 30. Januar 1935 unterstellt, welche die Durchsetzung des Führerprinzips auf Gemeindeebene vorsah. Es galten fortan die im bisherigen Reichsgebiet üblichen Bezeichnungen, nämlich statt:
- Ortsgemeinde: Gemeinde,
- Marktgemeinde: Markt,
- Stadtgemeinde: Stadt,
- Politischer Bezirk: Landkreis.

## Ortsnamen
Es galten die bisherigen Ortsnamen weiter, und zwar in der deutsch-österreichischen Fassung von 1918.
1942 wurde der Markt Arnsdorf in die Stadt Haida eingegliedert.

## Städte und Gemeinden
Stand 1. Juli 1941
- Alt Leipa (Stará Lípa)
- Alt Schiedel (Starý Šidlov)
- Arnsdorf (Arnultovice)
- Aschendorf (Okřešice)
- Blottendorf (Polevsko)
- Böhmisch Leipa, Stadt (Česká Lípa)
- Bokwen (Bukovany)
- Bürgstein (Sloup v Čechách)
- Dobern (Dobranov)
- Drum (Stvolínky)
- Falkenau (Falknov)
- Habichstein (Jestřebí u České Lípy)
- Haida, Stadt (Nový Bor)
- Hermsdorf (Heřmanice)
- Hohlen (Holany)
- Jägersdorf (Lada)
- Karsch (Karasy)
- Klein Aicha (Dubice)
- Klemensdorf (Lasvice)
- Kosel (Kozly u České Lípy)
- Kottowitz (Chotovice u Nového Boru)
- Künast (Sosnová u České Lípy)
- Kwitkau (Kvítkov)
- Langenau (Skalice u České Lípy)
- Lauben (Loubí)
- Lindenau (Lindava)
- Manisch (Manušice)
- Mickenhan (Provodín)
- Neudörfel (Nová Ves)
- Neugarten (Zahrádky)
- Neustadtl (Jezvé)
- Nieder Liebich (Dolní Libchava)
- Nieder Politz (Dolní Police)
- Ober Liebich (Horní Libchava)
- Ober Politz (Horní Police)
- Pießnig (Písečná)
- Pihl (Pihel)
- Rodowitz (Radvanec)
- Sandau, Stadt (Žandov)
- Schaiba (Okrouhlá u Nového Boru)
- Schaßlowitz (Častolovice)
- Schießnig (Žizníkov)
- Schönborn (Stráž u České Lípy)
- Schoßendorf (Radeč)
- Schwaben (Šváby)
- Schwoika (Svojkov)
- Sonneberg (Slunečná)
- Straußnitz (Stružnice)
- Ujest (Újezd)
- Waltersdorf (Valteřice)
- Wellnitz (Velenice u Zákup)
- Wesseln (Veselí)
- Wolfersdorf (Volfartice)
- Zwitte (Svitava)